# Douiret
Douiret (en árabe: دويرات) es un pueblo tunecino bereber en ruinas, ubicado en la Gobernación de Tataouine, en el sur de Túnez.

## Descripción
Hay dos lugares que llevan el nombre de Douiret: El antiguo pueblo encaramado en las laderas y en lo alto de una colina, en ruinas, y donde ya no vive prácticamente nadie, en 2008 sólo vivían allí dos familias, y el nuevo pueblo construido en la década de 1960, unos 1.500 metros al sur, en un valle, donde ya habían sido trasladados prácticamente todos los habitantes a principios de la década de 1970. 
El antiguo pueblo está formado por pequeñas viviendas trogloditas excavadas en la roca, que llevan el nombre de la familia del propietario, y se alinean a lo largo de un acantilado. Los antiguos campos de cultivo están abandonados por falta de mantenimiento de los bancales y las acequias de riego.
El antiguo pueblo está presidido por un alcázar (ksar), que cumplía con varias funciones. Como fortaleza de difícil acceso, desde donde se pueden observar todos los movimientos a su alrededor, este era un lugar de refugio en caso de ataques de invasores, bandidos o ladrones.

## Geografía
Douiret (en árabe: دويرات) es un pueblo bereber ubicado en el sur de Túnez, en la Gobernación de Tataouine, a 20 km de Tatauine. Douiret está ubicado en la cima de una colina cerca de un pueblo moderno del mismo nombre, Douiret era un granero fortificado o ksar (plural ksour).
Al igual que otros ksour creados por las tribus bereberes de África del Norte, Douiret se construyó en la cima de una colina para ayudar a protegerlo de las incursiones. 
Douiret era una parada habitual en la ruta de los ksour del sur de Túnez, junto con los pueblos de Chenini, Ksar Ouled Soltane y Ksar Hadada. 
El antiguo pueblo de Douiret se encuentra a 22 km al suroeste de Tataouine, en una región montañosa escarpada. 
El antiguo pueblo transformado en ruinas está coronado por su ciudadela o ksar, que domina las casas trogloditas excavadas en la montaña y alineadas de forma serpenteante a lo largo de un acantilado. 
Un camino de unos 3 km se alinea con las viviendas abandonadas en su mayoría en ruinas, a excepción de la hermosa mezquita blanca (conocida como la mezquita de la palmera, Jamaa en-Nakhla) a mitad de camino y un par de viviendas renovadas que sirven como mirador y hotel atípico para recibir a visitantes y turistas.

## Historia
Douiret era una importante parada para las caravanas que viajaban desde Gabes en el norte, hasta el oasis y la ciudad de Gadamés en el sur de Libia. 
Gracias a las fortalezas, los pueblos fortificados, y al establecimiento de relaciones de cortesía, vasallaje y protección con las tribus árabes, que llegaron en el siglo XI, durante las invasiones de los Banu Hilal, las tribus bereberes lograron mantener una cierta autonomía.
La fortaleza servía como almacén de alimentos, donde también se pueden ocultar otros bienes preciosos de los ladrones. La fortaleza tenía una función social, ya que era el punto de encuentro de los habitantes, donde se discutían transacciones comerciales, se contaban historias y se jugaba a las damas. 
Douiret era una comunidad rural de montaña de etnia, cultura y lengua bereber. Las poblaciones que construyeron las fortalezas en la región eran montañeses. 
En 1850, la población de Douiret rondaba los 3.500 habitantes. Douiret ha sido una importante parada de caravanas entre Gabes al norte y la ciudad libia de Gadamés al sur. 
En 1882, poco después de la creación del Protectorado francés de Túnez, los franceses establecieron allí el centro administrativo y militar del sur de Túnez, pero estas funciones se transfirieron a Tataouine poco después. En 1882, Douiret fue elegido temporalmente por la Francia colonial como el centro de su autoridad administrativa militar en la parte sur de Túnez, antes de abandonar la plaza y trasladar su sede administrativa a la localidad de Tataouine. 
En el siglo XX, la población fue disminuyendo paulatinamente debido a la emigración de sus habitantes, principalmente a Túnez. A finales del siglo XX, el viejo Douiret se había convertido en un despoblado en ruinas, las pocas familias que no habían emigrado se mudaron al nuevo pueblo construido por el gobierno tunecino al pie de la montaña. 
A principios del siglo XXI, el antiguo pueblo de Douiret prácticamente se transformó en un pueblo fantasma en ruinas, ya que las pocas familias restantes optaron por mudarse al nuevo pueblo de Douiret construido en la ladera de la montaña, no muy lejos del pueblo histórico de sus antepasados. En 2008, solamente dos familias vivían en el antiguo pueblo, abandonado desde 1974.

## Idioma
El idioma bereber de Douiret es una de las muchas lenguas bereberes septentrionales, una rama de las lenguas afroasiáticas. El idioma de Douiret está impregnado de muchas palabras del dialecto árabe tunecino y de términos extranjeros que provienen del francés. Los habitantes de Douiret también hablan el idioma árabe. La lengua materna de los habitantes del pueblo nuevo es una lengua zenati oriental. Actualmente, la lengua local incluye muchas palabras del árabe tunecino y algunos términos en francés.